# BMW R60
De BMW R 60 is een motorfiets van het merk BMW.

## Voorgeschiedenis
Ten opzichte van de R 67 was de R 67/2, die in 1951 op de markt kwam, nauwelijks gewijzigd. Hij kreeg een hogere compressieverhouding (van 5,6 : 1 naar 6,5 : 1), waardoor het vermogen steeg van 26 naar 28 pk. In 1954 kreeg de machine volle naaf trommelremmen. In tegenstelling tot de 500cc R 51/3, die verschillende remmen voor en achter had, kreeg de R 67/2 voor en achter duplexremmen. Dat had mogelijk te maken met het voorziene zijspangebruik, waardoor er meer druk op het achterwiel komt en dit minder snel blokkeert. Van de R 67/2 werden tussen 1951 en 1954 4234 stuks geproduceerd. De opvolger van de R 67/2 was de R 60 uit 1955. Tot aan het verschijnen van de R 68 was de R 67/2 de snelste Duitse toermotor. De R 68 was niet de opvolger van de R 67/2, maar werd als sportmotor parallel geleverd van 1952 tot 1956. De R 68 had pijnlijk duidelijk gemaakt dat de bestaande rijwielgedeelten met plunjervering achter en een telescoopvork vóór grotere vermogens niet aan konden. Daarom zou de volgende serie motorfietsen die in 1955 op de markt kwam, bestaan uit “Vollschwingen” modellen: Vóór een geduwde schommelvoorvork en achter een getrokken swingarm.

## R 60
De BMW R 60 werd in 1955 geïntroduceerd als opvolger van de R 67/2. De R 60 maakte deel uit van een hele serie nieuwe modellen: het 250cc toermodel R 26, het 500cc toermodel R 50, het 600cc toermodel R 60 en het 600cc sportmodel R 69. Deze hele serie bestond uit “Vollschwingen BMW’s”, waardoor de rij-eigenschappen aanmerkelijk beter waren dan die van hun voorgangers. De R 60 had zoals gezegd een swingarm achtervering gekregen met twee geheel ingekapselde veer/dempingselementen, waarvan de voorspanning instelbaar was. Het achterframe maakte nog dezelfde “lus” naar beneden die ook de plunjergeveerde modellen hadden, waardoor dit nieuwe systeem op het eerste gezicht niet eens opviel. De Earles schommelvoorvork (met dezelfde veer/demperelementen) was des te opvallender. Schommelvorken waren eigenlijk al uitgestorven, en BMW was een van de eerste merken geweest die telescoopvorken toepasten. Engelse merken waren er bijvoorbeeld later mee gekomen, maar hadden wellicht daardoor meer moderne voorvorken ontwikkeld, zoals de Teledraulic en later de Roadholder fork. In elk geval was de stap die BMW zette een technische verbetering, maar het uiterlijk van de BMW’s ging er nog steeds niet op vooruit. Ook de nog steeds toegepaste zweefzadels droegen bij aan het ouderwetse uiterlijk van de machines. Een Triumph T 110 Tiger uit dezelfde periode was een uitermate sportief ogende motorfiets. De R 60 had nog steeds een gelast buisframe (dubbel wiegframe) met zijspankoppelingen. Er waren volle naaf trommelremmen voor en achter. Motorblok en versnellingsbak waren van gegoten aluminium met gietijzeren cilinders en aluminium cilinderkoppen. De nokkenas lag boven de krukas en werd door tandwielen aangedreven. De stoterstangen lagen in verchroomde buisjes boven de cilinders. Motor en versnellingsbak zaten niet meer met steekassen in het frame, maar waren geschroefd, waarbij alleen de bovenste motorbevestiging van rubber schijven voorzien was. De extra handversnellingspook, die op de versnellingsbak van de voorgaande modellen zat, was bij de komst van deze serie motorfietsen voorgoed verdwenen. Het vermogen was ten opzichte van de R 67/2 niet gewijzigd. De cardanas lag voor het eerst niet meer in de buitenlucht, maar in een cardantunnel waarin een oliebad zat. In de loop der tijd werden ook elektrische richtingaanwijzers (de “Koeienogen”) en een duozadel leverbaar. De BMW R 60 was een toermotorfiets met als sportieve tegenhanger de R 69. De opvolger van de R 60 was de R 60/2 uit 1960.

### Technische gegevens
| Periode                        | 1955-1960                              | 1955-1960                              | 1955-1960                              |
| Categorie                      | toermotor                              | toermotor                              | toermotor                              |
| Motortype                      | kopklepmotor                           | kopklepmotor                           | kopklepmotor                           |
| Bouwwijze                      | langsgeplaatste tweecilinderboxermotor | langsgeplaatste tweecilinderboxermotor | langsgeplaatste tweecilinderboxermotor |
| boring                         | 72 mm                                  | 72 mm                                  | 72 mm                                  |
| slag                           | 73 mm                                  | 73 mm                                  | 73 mm                                  |
| Cilinderinhoud                 | 590 cc                                 | 590 cc                                 | 590 cc                                 |
| Max. Vermogen                  | 21 kW/28 pk                            | 21 kW/28 pk                            | 21 kW/28 pk                            |
| Topsnelheid                    | 150 km/h                               | 150 km/h                               | 150 km/h                               |
| Aandrijving                    | cardanas                               | cardanas                               | cardanas                               |
| Rijwielgedeelte                | dubbel wiegframe, buisframe            | dubbel wiegframe, buisframe            | dubbel wiegframe, buisframe            |
| Leeg gewicht                   | ca. 198 kg                             |                                        |                                        |
| Max. totaalgewicht             | 360 kg                                 |                                        |                                        |
| Max. totaalgewicht met zijspan | 600 kg                                 |                                        |                                        |
| Voorganger                     | R 67/2                                 | R 67/2                                 | R 67/2                                 |
| Opvolger                       | R 60/2                                 | R 60/2                                 | R 60/2                                 |